# エリオ・オルサーラ

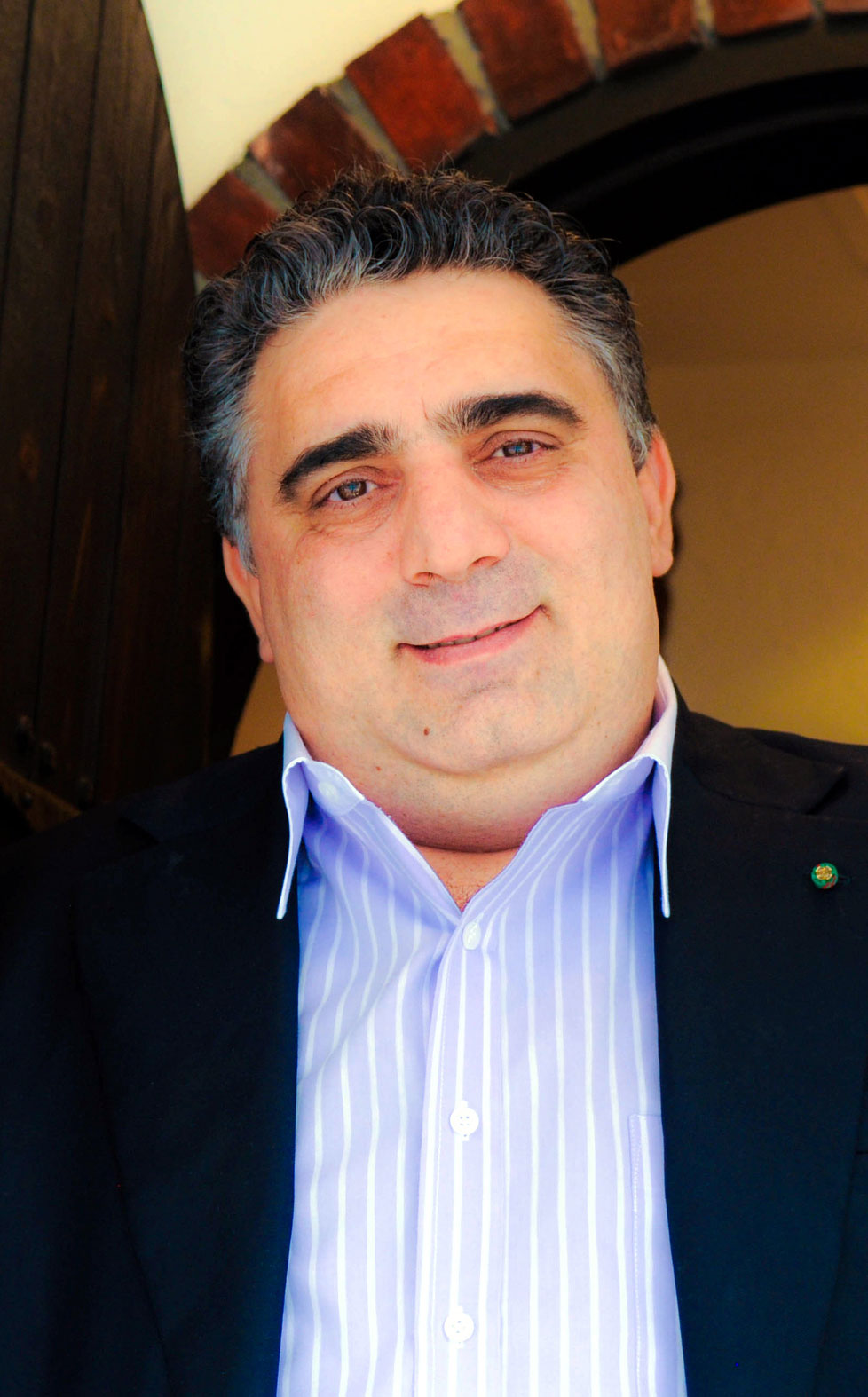
エリオ・オルサーラ

エリオ・オルサーラ（Elio Orsara、チェトラーロ市、1966年10月25日 - ）は、イタリアの企業家、博愛主義者 、イタリア食文化のプロモーターである。

## 来歴
卒業後、イタリアから離れ８年にわたってヨーロッパの様々な国でシェフのスキルを身につける。Daiei Group に後援され、1991年に神戸に来日してその後、５軒の新店舗を展開するプロジェクトの総務部長として務める。1993年にilly Japanと協力しRosso e Neroを展開しIllyブランドを日本に促進する。
来日してから5年後、14年間の飲食経験と5年間で得た日本食文化の知識を生かし自分自身のレストラン「エリオ・ロカンダ・イタリアーナ」を東京麹町で展開する。オープンから数年間、エリオ・ロカンダ・イタリアーナは東京に住んでいるイタリア人の中心となり、日本人からも高評価を得る。2000年にレストランビジネスを拡大するため、イタリアの伝統的な手作り料理をケータリングサービスとしても提供するエリオ・セントラル・キッチンを展開する。2001年から2007年の間、香港のアルマーニカフェのコンサルティング、アカデミア・デル・ペペロンチーノのアンバサダーとして唐辛子の食文化を日本に促進し、株式会社なとりと協力し南イタリアの伝統をもとにした新商品を開発する。2005年に日本国際博覧会愛・地球博のイタリアパピロンを担当する。
こだわりのイタリアの味わいを日本に広く知れ渡らせようと、在日イタリア大使館で記者会見を開き、イタリアの食文化とスタイル、Made in Italyの情報を日本に伝えるVera@Italiaのオンラインショップを展開する。
2011年に姉妹店の「エリオ・アンティカ・フォルネリア」をオープン。また、天然酵母で作られた自家製パンや、オリーブオイル、パスタ、トマトソース、生ハム、サラミ、チーズなどイタリアから直輸入された様々商品も販売する。
イタリアから直輸入された様々な商品の販売も開始する。2013年に日本初のイタリアンチーズ工場「ファットリアビオ北海道」を開店する。北海道産の牛乳を使い、イタリアから来日したチーズマスターがイタリアの伝統的な乳製品を作り日本市場で販売し始めた。2年後食品製造のビジネスを拡大し、「アンティカ・サルメリア」のサラミ工場が誕生する。
2017年に駐日イタリア大使が立会いのもと、エリオブランドの新店舗「エリオ・アンティカ・デリツィア」をグランドオープン。イタリアンのテイクアウトグルメをテーマに、フレッシュチーズやサラミなどの直販を開始。

## 受賞・栄典
1998年　リストランテイタリアーノ
1999年　ベストイタリアンレストラン　ICCJ
2006年　イタリア共和国功労勲章カヴァリエーレ
2009年　カラブリア優秀賞
2011年　イタリアホスピタリティー国際認証マーク
2012年　イタリア共和国功労勲章ウッフィチャーレ
2017年　ストッコ・ディ・マッモラアンバサダー
2019年　イタリア共和国功労勲章コンメンダトーレ